# Senat de Bèlgica
El Senat de Bèlgica (neerlandès:  Senaat (?·pàg.), francès: le Sénat, alemany: der Senat) és una de les dues cambres en què es divideix el bicambral Parlament Federal de Bèlgica. Es considera la cambra alta del Parlament, mentre que la Cambra de Representants és la cambra baixa

## Composició
D'un total de 71 senadors elegits, 40 són elegits directament, 21 són designats pels parlaments de les comunitats lingüístiques i 10 senadors són cooptats. La distribució total d'escons entre els partits és, però, determinada pels resultats de les eleccions directes. Abans de les eleccions legislatives belgues de 1995 hi havia 184 senadors electes. La quarta reforma de l'Estat, que va tenir lloc el 1993, va revisar la Constitució belga i substituí els senadors provincials, que eren nomenats pels consells provincials, pels senadors de la Comunitat. El canvi va entrar en vigor després de les eleccions del 21 de maig de 1995.

### Senadors per elecció directa
Per a l'elecció dels 40 senadors elegits directament, l'electorat es divideix en dos col·legis electorals: neerlandès i francòfon. A diferència de les eleccions al Parlament Europeu no hi ha col·legi electoral germanòfon, sinó que els membres de la Comunitat Germanòfona de Bèlgica formen part del col·legi electoral francès. Tot i que hi ha dos col·legis electorals, hi ha tres districtes electorals per a les eleccions del Senat: un per a la regió flamenca, un per la regió valona i la circumscripció electoral de Brussel·les-Halle-Vilvoorde, que comprèn la Regió de Brussel·les-Capital i els municipis flamencs circumdants.
Els votants de la circumscripció flamenca pertanyen al col·legi electoral neerlandès i els votants de la circumscripció electoral valona (que també inclou a les persones que viuen a la pertanyen comunitat de parla alemanya) al col·legi electoral francès, mentre que els votants de Brussel-Halle-Vilvoorde poden escollir a quin col·legi electoral volen votar: tenen les llistes dels dos col·legis electorals en una butlleta. A cada col·legi electoral, els escons es reparteixen per representació proporcional, mitjançant la regla D'Hondt.
Del total de 40 senadors elegits directament, 25 són elegits pel col·legi electoral neerlandès i 15 pel col·legi electoral francès. Aquests nombres són fixats per l'article 67 de la Constitució belga i procura reflectir les relacions entre els neerlandesos i els francòfons. Els senadors elegits directament sempre són elegits el mateix dia que els membres de la Cambra de Representants, per un període de 4 anys, excepte si les Cambres es dissolen abans. Les últimes eleccions federal va tenir lloc el diumenge 13 de juny de 2010.
A més dels senadors elegits directament en les eleccions federals, cada partit polític o llista electoral que participa en l'elecció directa també té un nombre de membres suplementaris (neerlandès: opvolgers, francès: suppléants, alemany: Ersatzkandidaten). Els membres suplementaris no són membres titulars del Senat i no juren el càrrec, però, en el cas que un senador no assumeixi el seu mandat o en renuncii, o sigui nomenat membre de govern, el primer membre addicional de la seva llista electoral esdevé senador i jura el càrrec. En cas que el primer membre addicional decidís no assumir el seu mandat o ja substitueixi a un altre senador, el segon membre addicional de la mateixa llista es converteix un senador, etc. L'ordre dels membres suplementaris és determinat pels vots que cada membre addicional rep a les eleccions. Si un membre suplementari també fos candidat efectiu, però no va ser elegit, els vots que van rebre com a candidat efectiu no es tenen en compte per a determinar el seu lloc en l'ordre dels membres suplementaris.
Aquestes substitucions poden ser permanents, per exemple, quan un senador renúncia, però també poden ser temporals, en cas que un senador sigui nomenat per al govern el substitueix un membre addicional només per la durada del seu mandat ministerial, i un cop cessi com a ministre torna a reprendre el seu mandat com a senador. Les llistes del col·legi electoral neerlandès tenen 14 membres suplementaris, mentre que les llistes electorals del col·legi electoral francòfon compten amb 9 membres suplementaris.

### Senadors de la Comunitat
Un total de 21 senadors són designats pels parlaments de les comunitats: 10 pel Parlament Flamenc, 10 pel Parlament de la Comunitat Francesa i un pel Parlament de la Comunitat Germanòfona de Bèlgica. El senador de parla alemanya és elegit per pluralitat i els altres escons del Senat són distribuïts en funció dels resultats de les eleccions directa entre els partits que tenen almenys un senador elegit per sufragi directe, sempre que hi hagi prou escons, respectivament, en el Parlament Flamenc o el Parlament de la Comunitat Francesa.
Aquests senadors de Comunitat tenen un doble mandat. Són nomenats al Senat per un període de 4 anys, però com els Parlaments de les Comunitats es renoven cada 5 anys, és possible que les eleccions regionals tinguin lloc durant aquests 4 anys. En aquest cas, els senadors de la Comunitat que no siguin reelegits al Parlament de la seva comunitat són substituïts per un altre pertanyent a la mateixa fracció, en la mesura en què la fracció tingui prou escons al Parlament flamenc o al Parlament de la Comunitat Francesa.
Per tal de garantir que el Senat pugui seguir exercint les seves funcions quan els Parlaments de la Comunitat es dissolen, els senadors de la Comunitat seguiran en funcions fins que el parlament de la seva comunitat confirmi el seu mandat o nomeni nous senadors de la Comunitat.

### Senadors cooptats
Deu senadors són cooptats, és a dir, són elegits pels seus parells: sis pel grup de llengua neerlandesa i quatre pel grup francòfon. Aquests escons es distribueixen entre els partits segons els resultats de les eleccions directes. El 1893 els membres cooptats foren inclosos en la Constitució com una nova categoria de senadors. La intenció era permetre als senadors elegir un nombre d'experts o membres de les organitzacions representatives per tal de millorar la qualitat del debat i la legislació, però, els partits polítics aviat van començar a usar-los com a mitjà de recompensar membres lleials que no han estat elegits.

### Senadors per dret
Aquests són els fills del Rei, majors de 18 anys, o si no n'hi ha, els descendents belgues de la branca principal de la Casa Reial, que hagin pres el jurament del càrrec. En arribar a l'edat de 21 anys, els senadors per dret tenen, en teoria, dret a vot, però en la pràctica no en fan ús. Per tant, no es comptabilitzaran en el quòrum necessari per a les votacions, que exigeix que 36 dels 71 senadors han d'estar presents.
En aquest moment hi ha dos senadors per dret: la princesa Astrid i el príncep Laurent.

## Qualificacions
L'article 69 de la Constitució belga estableix quatre requisits per a ser senador: cada senador ha de tenir com a mínim 21 anys, han de posseir la nacionalitat belga, ha de tenir el ple gaudi dels drets civils i polítics, i ha de ser resident a Bèlgica. Un senador només pot prendre possessió després d'haver pres el jurament constitucional del càrrec en qualsevol dels tres idiomes oficials a Bèlgica: neerlandès, francès o alemany. També poden optar per prendre el jurament en més d'un idioma. La fórmula de jurament és la següent: "Juro observar la Constitució". (neerlandès: Ik zweer de Grondwet na te leven, francès: Je jure d'observer la Constitution, alemany: Ich schwöre, die Verfassung zu befolgen).
Alguns càrrecs són incompatibles amb el de senador. Els membres d'un parlament regional o de la comunitat que prenen el jurament del seu càrrec com a senador, amb excepció dels senadors de la Comunitat, automàticament deixarà l'escó del parlament regional, de conformitat amb el Codi Electoral Belga. El mateix s'aplica a la inversa; així, un senador que pren el jurament del càrrec en un parlament regional automàticament deixa de ser un senador. Un membre del Senat tampoc pot ser membre de la Cambra de Representants al mateix temps i ha de renunciar a un dels dos.
Una altra incompatibilitat important es basa en la separació de poders. Un senador que és nomenat com a ministre deixa de seure al Senat i és substituït durant el temps que és ministre, però si aquest renúncia com a ministre, pot tornar al Senat, de conformitat amb l'article 50 de la Constitució belga. Un senador tampoc pot ser funcionari o membre del poder judicial, però un funcionari que sigui elegit per al Senat té dret a permís per raons polítiques i no ha de renunciar a la plaça de funcionari. Tampoc és possible alhora ser membre del Parlament Federal de Bèlgica i membre del Parlament Europeu.
El Senat no comprova sistemàticament si alguna d'aquestes incompatibilitats (o d'altres) s'apliquen als seus membres, però als nous senadors se'ls informa de les incompatibilitats més importants en l'inici del seu mandat i que depèn d'ells verificar si compleixen de la normativa, si no, determinar quin és el càrrec al qual han de renunciar.

## Grups lingüístics
Amb l'excepció del senador designat pel Parlament de la Comunitat Germanòfona de Bèlgica, tots els senadors es divideixen en dos grups lingüístics: una de llengua neerlandesa i un grup de llengua francesa. El primer el formen els senadors escollits pel col·legi de llengua neerlandesa, els nomenats pel Parlament Flamenc i els cooptats; el segon, els elegits pel col·legi de llengua francesa, els nomenats pel Parlament de la Comunitat Francesa i els cooptats. Hi ha 41 senadors en el grup de llengua neerlandesa i 29 en el grup de llengua francesa. Igual que el senador de la Comunitat Germanòfona de Bèlgica, els senadors per dret tampoc no formen part de cap dels grups lingüístics.
L'article 67 de la Constitució belga també determina que almenys un dels senadors en el grup de llengua neerlandesa ha de ser resident a la Regió de Brussel·les-Capital en la data de la seva elecció, així com sis dels senadors en el grup de llengua francesa.

## Càrrecs
El President del Senat és elegit pels seus membres al començament de cada legislatura. És assistit per tres vicepresidents, que també són elegits al començament de cada legislatura. El president del Senat sol ser un membre d'un partit majoritari amb una gran experiència política, mentre que el primer vicepresident és un membre d'un altre grup lingüístic.
El president del Senat presideix l'assemblea plenària del Senat, guia i controla els debats a l'assemblea, i és responsable de garantir el funcionament democràtic del Senat, del manteniment de l'ordre i de la seguretat a l'assemblea i que s'apliqui el Reglament del Senat. Per a tal efecte, gaudeix d'amplis poders. També representa el Senat a nivell nacional (a les altres institucions) i a nivell internacional. D'altra banda, presideix les reunions de la Mesa, que determina l'ordre dels treballs, supervisa els serveis administratius del Senat, i dirigeix les activitats del Senat.
El president del Senat, juntament amb el President de la Cambra de Representants, s'ubica immediatament darrere del rei en l'ordre de precedència. El major dels dos pren el segon lloc en l'ordre de precedència. Els Presidents del Senat i de la Cambra tenen rang per sobre del primer ministre.
La Mesa del Senat es compon del President, els tres vicepresidents, els Caps de Sala de les fraccions que estan representades en els comitès permanents i els qüestors. En l'actualitat, l'única fracció el líder de la qual no és membre de la Mesa és la fracció Ecolo, que té només dos membres. La Mesa dirigeix les activitats del dia a dia del Senat i es reuneix almenys una vegada per setmana per tal de gestionar el treball del Senat. Determina l'agenda legislativa i l'ordre del dia en l'assemblea plenària i les comissions, decideix sobre la llista d'oradors, i gestiona els assumptes interns del Senat. Generalment és convidat a assistir a les discussions sobre l'agenda legislativa un membre del govern federal. També presta assistència al President en la direcció dels treballs parlamentaris. A més, la Mesa també nomena i destitueix als funcionaris del Senat amb l'assessorament de la Junta de Qüestors.
El Senat compta amb un Col·legi de Qüestors, que consta de tres senadors que estan a càrrec del manteniment del Senat. Aquests senadors, que són coneguts com a Qüestors, són responsables de la gestió financera del Senat, han d'assegurar-se que l'equip i les instal·lacions estiguin disponibles i assessoren a la Mesa sobre les qüestions relatives a l'administració dels serveis del Senat, com ara recursos humans i logístics. Els qüestors són també membres de la Mesa. Els Col·legis de qüestors del Senat i de la Cambra de Representants es reuneixen periòdicament per a resoldre problemes comuns relatius a la biblioteca, edificis, seguretat, càtering, etc
El Senat també disposa d'un nombre de funcionaris. El funcionari administratiu més alt del Senat és el Secretari (o Secretari General) del Senat, qui és nomenat per l'assemblea i dirigeix els serveis administratius i legislatius del Senat.